# Fourth Division 1967-1968
La Fourth Division 1967-1968 è stato il 10º campionato inglese di calcio di quarta divisione. Il titolo di campione di lega è stato vinto dal Luton Town, che è salito in Third Division insieme a Barnsley (2º classificato), Hartlepool United (3º classificato) e Crewe Alexandra (4º classificato). 
Capocannonieri del torneo sono stati Les Massie (Halifax Town) e Roy Chapman (Port Vale) con 25 reti a testa.

## Stagione

### Novità
Al termine della stagione precedente, insieme ai campioni di lega dello Stockport County, salirono in Third Division anche: il Southport (2º classificato), il Barrow (3º classificato) ed il Tranmere Rovers (4º classificato).
Queste squadre furono rimpiazzate dalla quattro retrocesse provenienti dalla divisione superiore: Swansea Town (relegato per la prima volta nel quarto livello del calcio inglese), Darlington, Doncaster Rovers (scesi entrambi in quarta divisione dopo una sola stagione nella categoria superiore) e Workington (nuovamente presente nell'ultima serie professionistica inglese dopo quattro anni di militanza in terza divisione).
Il Rochdale, lo York City (costretto alla rielezione dopo la retrocessione dalla Third Division), il Bradford Park Avenue ed il Lincoln City (quest'ultimo fu sottoposto al processo di elezione per la terza stagione consecutiva), che occuparono le ultime quattro posizioni della classifica, vennero rieletti in Football League dopo una votazione che ebbe il seguente responso:
| Club                 | Lega                   | Voti | Verdetto   |
| -------------------- | ---------------------- | ---- | ---------- |
| Lincoln City         | Fourth Division        | 46   | Rieletto   |
| Bradford Park Avenue | Fourth Division        | 45   | Rieletto   |
| York City            | Fourth Division        | 45   | Rieletto   |
| Rochdale             | Fourth Division        | 38   | Rieletto   |
| Wigan Athletic       | Cheshire County League | 5    | Non eletto |
| Romford              | Southern League        | 5    | Non eletto |
| Hereford United      | Southern League        | 4    | Non eletto |
| Bedford Town         | Southern League        | 2    | Non eletto |
| Cambridge United     | Southern League        | 2    | Non eletto |
| Chelmsford City      | Southern League        | 1    | Non eletto |
| Wellington Town      | Southern League        | 1    | Non eletto |
| Wibledon FC          | Southern League        | 1    | Non eletto |
| Yeovil Town          | Southern League        | 1    | Non eletto |
| Cambridge City       | Southern League        | 0    | Non eletto |
| Corby Town           | Southern League        | 0    | Non eletto |
| Guildford City       | Southern League        | 0    | Non eletto |
| Kettering Town       | Southern League        | 0    | Non eletto |
| Scarborough          | Midland League         | 0    | Non eletto |

### Formula
Le prime quattro classificate venivano promosse in Third Division, mentre le ultime quattro erano sottoposte al processo di rielezione.

## Squadre partecipanti
| Squadra              | Città                    | Stadio            | Stagione precedente                     |
| -------------------- | ------------------------ | ----------------- | --------------------------------------- |
| Aldershot            | Aldershot                | Recreation Ground | 10º posto in Fourth Division            |
| Barnsley             | Barnsley                 | Oakwell           | 16º posto in Fourth Division            |
| Bradford City        | Bradford                 | Valley Parade     | 11º posto in Fourth Division            |
| Bradford Park Avenue | Bradford                 | Park Avenue       | 23º posto in Fourth Division, rieletto  |
| Brentford            | Londra (Hounslow)        | Griffin Park      | 9º posto in Fourth Division             |
| Chester              | Chester                  | Sealand Road      | 19º posto in Fourth Division            |
| Chesterfield         | Chesterfield             | Saltergate        | 15º posto in Fourth Division            |
| Crewe Alexandra      | Crewe                    | Gresty Road       | 5º posto in Fourth Division             |
| Darlington           | Darlington               | Feethams Ground   | 22º posto in Third Division, retrocesso |
| Doncaster Rovers     | Doncaster                | Belle Vue         | 23º posto in Third Division, retrocesso |
| Exeter City          | Exeter                   | St James Park     | 14º posto in Fourth Division            |
| Halifax Town         | Halifax                  | The Shay          | 12º posto in Fourth Division            |
| Hartlepool United    | Hartlepool               | Victoria Park     | 8º posto in Fourth Division             |
| Lincoln City         | Lincoln                  | Sincil Bank       | 24º posto in Fourth Division, rieletto  |
| Luton Town           | Luton                    | Kenilworth Road   | 17º posto in Fourth Division            |
| Newport County       | Newport                  | Somerton Park     | 18º posto in Fourth Division            |
| Notts County         | Nottingham               | Meadow Lane       | 20º posto in Fourth Division            |
| Port Vale            | Stoke on Trent (Burslem) | Vale Park         | 13º posto in Fourth Division            |
| Rochdale             | Rochdale                 | Spotland Stadium  | 21º posto in Fourth Division, rieletto  |
| Southend United      | Southend on Sea          | Roots Hall        | 6º posto in Fourth Division             |
| Swansea Town         | Swansea                  | Vetch Field       | 21º posto in Third Division, retrocesso |
| Wrexham              | Wrexham                  | Racecourse Ground | 7º posto in Fourth Division             |
| Workington           | Workington               | Borough Park      | 24º posto in Third Division, retrocesso |
| York City            | York                     | Bootham Crescent  | 22º posto in Fourth Division, rieletto  |

## Classifica finale
|  | Pos. | Squadra         | Pt | G  | V  | N  | P  | GF | GS | QR    |
|  | ---- | --------------- | -- | -- | -- | -- | -- | -- | -- | ----- |
|  | 1    | Luton Town      | 64 | 46 | 27 | 12 | 7  | 87 | 44 | 1.977 |
|  | 2    | Barnsley        | 61 | 46 | 24 | 13 | 9  | 68 | 46 | 1.478 |
|  | 3    | Hartlepool Utd  | 60 | 46 | 25 | 10 | 11 | 60 | 46 | 1.304 |
|  | 4    | Crewe Alexandra | 58 | 46 | 20 | 18 | 8  | 74 | 49 | 1.510 |
|  | 5    | Bradford City   | 57 | 46 | 23 | 11 | 12 | 72 | 51 | 1.412 |
|  | 6    | Southend Utd    | 54 | 46 | 20 | 14 | 12 | 77 | 58 | 1.328 |
|  | 7    | Chesterfield    | 53 | 46 | 21 | 11 | 14 | 71 | 50 | 1.420 |
|  | 8    | Wrexham         | 53 | 46 | 20 | 13 | 13 | 72 | 53 | 1.358 |
|  | 9    | Aldershot       | 53 | 46 | 18 | 17 | 11 | 70 | 55 | 1.273 |
|  | 10   | Doncaster       | 51 | 46 | 18 | 15 | 13 | 66 | 56 | 1.179 |
|  | 11   | Halifax Town    | 46 | 46 | 15 | 16 | 15 | 52 | 49 | 1.061 |
|  | 12   | Newport County  | 45 | 46 | 16 | 13 | 17 | 58 | 63 | 0.921 |
|  | 13   | Lincoln City    | 43 | 46 | 17 | 9  | 20 | 71 | 68 | 1.044 |
|  | 14   | Brentford       | 43 | 46 | 18 | 7  | 21 | 61 | 64 | 0.953 |
|  | 15   | Swansea Town    | 42 | 46 | 16 | 10 | 20 | 63 | 77 | 0.818 |
|  | 16   | Darlington      | 41 | 46 | 12 | 17 | 17 | 47 | 53 | 0.887 |
|  | 17   | Notts County    | 41 | 46 | 15 | 11 | 20 | 53 | 79 | 0.671 |
|  | 18   | Port Vale       | 39 | 46 | 12 | 15 | 19 | 61 | 72 | 0.847 |
|  | 19   | Rochdale        | 38 | 46 | 12 | 14 | 20 | 51 | 72 | 0.708 |
|  | 20   | Exeter City     | 38 | 46 | 11 | 16 | 19 | 45 | 65 | 0.692 |
|  | 21   | York City       | 36 | 46 | 11 | 14 | 21 | 65 | 68 | 0.956 |
|  | 22   | Chester         | 32 | 46 | 9  | 14 | 23 | 57 | 78 | 0.731 |
|  | 23   | Workington      | 31 | 46 | 10 | 11 | 25 | 54 | 87 | 0.621 |
|  | 24   | Bradford PA     | 23 | 46 | 4  | 15 | 27 | 30 | 82 | 0.366 |

Legenda:
      Promosso in Third Division 1968-1969.
      Rieletto nella Football League.
Regolamento:
Due punti a vittoria, uno a pareggio, zero a sconfitta.
A parità di punti le squadre venivano classificate secondo il quoziente reti.
Note:

Il Port Vale, escluso inizialmente per irregolarità amministrative, è stato poi automaticamente rieletto in Football League.